# Сальсіпуедес
«Сальсіпуедес» (ісп. Salsipuedes) — панамський драматичний фільм, знятий Рікардо Агіляром Наварро і Мануелем Родрігесом. Прем'єра стрічки відбулась 8 квітня 2016 року на Панамському міжнародному кінофестивалі. Фільм розповідає про хлопчика Андреса Піміенту, якого відправляють до Сполучених Штатів від поганого впливу в Панамі. Але через 10 років він повертається на батьківщину і зустрічає свого батька Боббі.
Фільм був висунутий Панамою на премію «Оскар» за найкращий фільм іноземною мовою.

## У ролях
- Елміс Кастільйо — Андрес Піміента
- Джеймі Ньюболл — Боббі Піміента
- Маріца Вернаса — Елуїза
- Лучо Готті — Естебан Піміента